# Estación Waldomiro Lobo
La Estación Waldomiro Lobo es una de las estaciones del Metro de Belo Horizonte, situada en Belo Horizonte, entre la Estación Primeiro de Maio y la Estación Floramar.
Fue inaugurada en 2002.